# Bitwa pod Damaszkiem (2012–2014)
Bitwa pod Damaszkiem – intensywne walki o kontrolę nad dzielnicami Damaszku i miastami wokół stolicy Syrii podczas wojny domowej, składające się z kilku faz.

## Tło
Damaszek jako stolica Syrii pogrążanej w wojnie domowej był od początku miejsce protestów opozycji. Po zawiązaniu się Wolnej Armii Syrii, od listopada 2011 dochodziło tam do sporadycznych potyczek. 21 stycznia 2012 rebelianci zajęli przedmieścia Damaszku, miasto Duma. Armia przystąpiła do natychmiastowego kontrataku i do 30 stycznia 2012 całkowicie wyparła stamtąd rebeliantów. Do intensywnych walk w Dumie oraz pobliskim mieście Az-Zabadani dochodziło w połowie lutego 2012.
18 marca 2012 rebelianci dokonali nieudanego szturmu na dzielnicę Mazze. Od tego momentu dochodziło do partyzanckich potyczek na przedmieściach stolicy. 15 lipca 2012 rebelianci dokonali największego szturmu na stolicę.

## I faza: bitwa w Damaszku

### Operacja Wulkan Damaszku

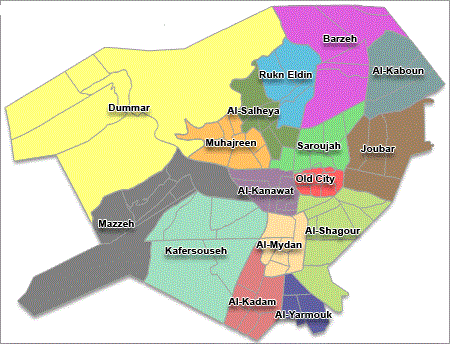
Dzielnice w Damaszku

Po masakrze w At-Turajmisie z 12 lipca 2012, rebelianci przystąpili do ataku na stolicę. O podjęciu szturmu zadecydował pułkownik Kasim Sad ad-Din. Sceptycznie do tego planu nastawiony był dowódca Wolnej Armii Syrii Rijad al-Asad. 15 lipca 2012 do niezwykle gwałtownych walk doszło na przedmieściach Damaszku. Niemal natychmiast doszło do odpowiedzi wojska narodowego. Do dzielnicy Tadamun wjechały czołgi, prowadzony był ciężki ostrzał artyleryjski. Rebelianci, którzy z powodzeniem bronili zajętych pozycji, powiedzieli, że były to najintensywniejsze dotąd walki w stolicy. Według Syryjskiego Obserwatorium Praw Człowieka w bitwie zginęło 105 osób – 48 cywilów, 16 rebeliantów i 41 żołnierzy.
16 lipca 2012 wojsko otoczyło rebeliantów w dzielnicach Midan i Tadamun. Do strefy walk dowożono żołnierzy samochodami opancerzonymi i czołgami. Rząd zapowiedział, że w ciągu 48 godzin zdobędzie dzielnice kontrolowane przez bojowników. Przez pierwsze dwa dni bitwy zginęło 90 żołnierzy, rebelianci zniszczyli 14 pojazdów opancerzonych. Sami stracili 33 osoby, a 145 zostało pojmanych. 17 lipca 2012 w trakcie walk w Damaszku, rebelianci zdołali zestrzelić helikopter w dzielnicy Kabun za pomocą broni przeciwlotniczej. Rebelianci ogłosili, iż była to ostateczna bitwa o Damaszek i przyjęli kryptom operacji „Wulkan Damaszku” i „batalie na rzecz wyzwolenia”. Ponadto zacięte walki trwały na placu Sabaa Bahrat w pobliżu Banku Centralnego oraz w południowej dzielnicy Midan i Kfar Sousa oraz wschodnie Barzeh i Kabun, atakowane przez śmigłowce. W nocy walki trwały w południowo-zachodnich obrzeżach stolicy. 18 lipca 2012 do dzielnicy Kabun wjechały czołgi i artyleria. Cywile uciekali z obszarów objętych ciężkim ostrzałem.

### Zamach na władze państwowe
18 lipca 2012 doszło do zamachu-samobójczego przeprowadzonego przez rebelianckie ugrupowanie Liwa al-Islam i Wolna Armia Syrii na budynek biura bezpieczeństwa narodowego. Zginęły co najmniej cztery osoby: minister obrony gen. Dawud Radżiha, wiceminister obrony Asif Szaukat, szwagier prezydenta Baszszara al-Asada, generał Hasan Turkumani oraz asystent wiceprezydenta oraz szef wywiadu Hiszam Ichtijar. Ranni zostali m.in. minister spraw wewnętrznych Muhammad Ibrahim asz-Szar, szef wywiadu Hiszam Bechtija i brat prezydenta gen. Mahir al-Asad, odpowiedzialny za pacyfikację Hims w lutym 2012, który stracił nogę. Nowym ministrem obrony został Fahd al-Dżasim al-Fraidż. W czasie całego dnia w stolicy śmierć poniosło 107 osób. Po zamachu w Syrii doszło do masowych dezercji. Wojsko opuścili m.in. cała załoga stacjonująca w bazie lotniczej Taftanas w prowincji Idlib, która przeszła na stronę powstańców.

### Kontrofensywa armii syryjskiej
19 lipca 2012 wojsko rozpoczęło kontrofensywę, która na celu miała wypchać rebeliantów z dzielnic, do których przeniknęli. W związku z tym ostrzelano dzielnice Midan, Tadamon, Sajjida Sajnab i Al-Hadżar al-Aswad, jak też położoną pod Damaszkiem miejscowość Samalka. Rebelianci przejęli kontrolę nad Kabun i Midan, jednakże po szybkim kontrataku armii byli zmuszeni do wycofania się. Ponadto walki wybuchły w dzielnicy Ichlas blisko siedziby rządu. Rebelianci uzbrajali chętnych cywilów do walki i twierdzili, że byli kilka minut od pałacu prezydenckiego. Jednakże po zamachu w Damaszku, samolot prezydencki z Asadem odleciał do Latakii. Oficjalnym powodem wylotu była narada po zamachu na ministrów.

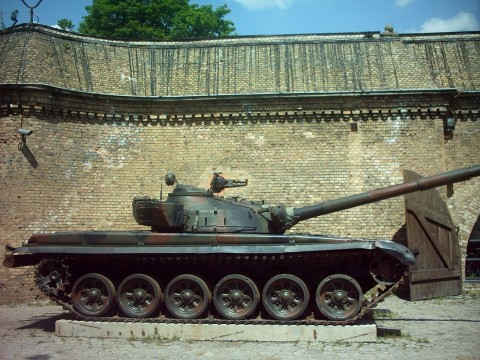
Czołg T-72 używany przez armię syryjską w czasie kontrofensywy

20 lipca 2012 spalili obóz wojskowy w dzielnicy Mazze. Ponadto walki toczyły się głównie na obrzeżach i wokół obozu dla uchodźców Jarbouk. Dzień później armia odzyskała kontrolę nad dzielnicami Tadamon, Kabun i Barzeh. Walki jeszcze trwały w Jobar, Kfar Sousa oraz Mazee. W trakcie walk partyzanci Liwa Al-Islam zabili generała brygady Nabila Zougheiba, wraz z jego chrześcijańską rodziną. W znacznej części miasta nie było prądu oraz nie działały telefony. 22 lipca 2012 był kolejnym dniem intensywnego ostrzału stolicy. Lotnictwo ze śmigłowców ostrzelało południowe dzielnice w tym Mazze. Po bombardowaniu z powietrza, 4. Dywizja Pancerna armii składająca się z 1000 żołnierzy, czołgów i spychaczy, szturmowała dzielnicę Mazze. Państwowe źródła podały, że atak zakończył się sukcesem. Po wyparciu bojowników, wykonano 20 egzekucji na nieuzbrojonych ludziach oskarżonych o wspieranie rebeliantów. Syryjskie media pokazały materiał ze strefy walk, na których uwidoczniono ciała zabitych dwóch Egipcjan i trzech Jordańczyków wraz z dowodami tożsamości, co sugerowałoby na udział w walkach zagranicznych ochotników po stronie opozycjonistów.
23 lipca 2012 wojsko syryjskie ogłosiło, iż większość grup powstańczych które zaatakowało stolicę zostało pokonanych. Działacze opozycji potwierdzili, że armia odbiła większość dzielnic w stolicy. Podczas dwóch dni kontrataku armii w stolicy zginęło 94 osób. Sporadyczne walki trwały w Barzeh i Mazze. Cywile z Midan poświadczyli, że sytuacja wracała do normy. Ostatnie ataki na rebeliantów miały miejsce 24 lipca 2012. Po ataku na jedne z ostatnich przyczółków w dzielnicach Kaddam i al-Aswad, rebelianci wycofali się wieczorem z miasta. W międzyczasie żołnierze dokonali egzekucji na 24 dezerterach. Po wyparciu rebeliantów, armia triumfalnie przejechała przez miasto. 25 lipca 2012 o godz. 3:15 rozpoczął się atak artyleryjski na północne przedmieście al-Tel, wcześniej opanowane przez bojowników. Bombardowanie uszkodziło wiele budynków mieszkalnych i przyczyniło się do opuszczenia przedmieścia przez zbrojną opozycję.
26 lipca 2012 walki odnotowano w mieście Al-Hadżar al-Aswad, gdzie zabito pięciu cywilów. Rebelianci wycofali się z tej dzielnicy 29 lipca 2012. Wojsko ostrzelało także palestyński obóz dla uchodźców Jarmuk. Po zdobyciu Al-Hadżar al-Aswad strona rządowa ogłosiła oficjalne zwycięstwo w stolicy.
1 sierpnia o godz. 2 w nocy rebelianci po raz pierwszy zaatakowali chrześcijańskie dzielnice Bab Tuma i Bab Szarki. Po wymianie ognia zostali zmuszeni do odwrotu. Rebelianci zbiegli do swojej głównej twierdzy, czyli dzielnicy Tadamun, gdzie rozpoczęła się bitwa. W związku z tym armia dokonała szturmu 1 sierpnia 2012. Żołnierze pojmali 100 powstańców, którzy byli przetrzymywani w szkole. Tam ich torturowano, a następnie udostępniono video, na którym widocznych było 43 zabitych rebeliantów. W czasie walk 2 sierpnia 2012 znów ostrzelany zostało obóz dla uchodźców w wyniku czego zginęło 21 cywilów. W czasie walk odkryto także masowy grobowiec z 20 cywilami i żołnierzami. Walki zakończyły się 4 sierpnia 2012, kiedy to opozycjoniści ostatecznie wycofali się z Damaszku. Według wojska pokonanych zostało 800 rebeliantów, z czego 300 zginęło w ostatnich dniach pierwszej fazy bitwy.

## II faza: działania na froncie damasceńskim

### Sporadyczne walki partyzanckie w Damaszku
Równocześnie z walkami w stolicy trwała bitwa o kontrolę nad największym miastem – Aleppo. W związku z tym rebelianci mimo porażki w Damaszku, nadal wywierali presję na siły rządowe, dokonując pojedynczych ataków. Ponadto Front Obrony Ludności Lewantu, mający powiązania z Al-Ka’idą ogłosił, iż działał w Damaszku i jego okolicach wraz z Batalionem Al-Sahaba wchodzącym w skład Wolnej Armii Syrii.
Tak więc 11 sierpnia 2012 doszło do potyczki w centrum miasta pod siedzibą Banku Centralnego i telewizji, gdzie słyszano głośne eksplozje. Dwa dni później pociski spadły o świcie m.in. na dzielnice Naher Aisza i Kadam oraz na rejony sąsiadujące z Damaszkiem od południa. 15 sierpnia 2012 przeprowadzono atak bombowy w pobliżu siedziby ONZ w którym to trzy osoby zostały ranne. Następnie wybuchły walki między rebeliantami a siłami rządowymi w dzielnicy Mezze niedaleko irańskiej ambasady, a także w dzielnicach Tadamun i Jarmuk. Ponadto zbombardowano dzielnice Al-Kadam i Al-Asali.
17 sierpnia 2012 wrogie strony starły się w pobliżu lotniska w Damaszku. Wojsko zbombardowało także południowe przedmieścia stolicy, gdzie zanotowano ruchy partyzantów oraz pola uprawne. Do potyczki doszło także na autostradzie wiodącej do Dary. Tego samego dnia na wysypisku śmieci na w Katanie przedmieściach Damaszku znaleziono 60 ciał pomordowanych ludzi. Część z nich miała zasłonięte oczy, związane ręce, niektóre zwłoki były zwęglone. 21 sierpnia 2012 czołgi wjechały do dzielnicy Muadamija na zachodnich obrzeżach Damaszku, gdzie splądrowano domy, sklepy i zabito 20 osób.
22 sierpnia 2012 ostrzelana została dzielnica Kafar Soussa, na południowo-zachodnich obrzeżach, a dzień później wjechały tam czołgi. 22 sierpnia 2012 w dzielnicy Nahr Eisha w południowej części Damaszku zginął dziennikarz państwowej gazety „Tiszrin”. Według opozycji został on wyprowadzony z domu przez żołnierzy Asada i rozstrzelany. Oskarżono go o sprzyjanie rebeliantom. Z kolei 23 sierpnia 2012 ostrzeliwana była dzielnica Kadam, Katana, Hadżar el-Aswad i Assali

Mapa frontu damasceńskiego

### Masakra w Darajji
24 sierpnia 2012 podjęto szturm na kryjówki rebeliantów w centrum miasta Darajja pod Damaszkiem. Atak naziemny poprzedzony został dwoma dniami ostrzału w którym zginęło zginęły 53 osoby. Ofensywa w czasie której doszło do masowych egzekucji zakończyła się przejęciem przez wojsko tej dzielnicy. W której w dniach 25–26 sierpnia 2012 znaleziono ciała ponad 300 pomordowanych osób. Początkowo opozycja ogłosiła, iż znalazła 200 ciał z czego 80 osób zidentyfikowano. Wśród ofiar byli rebelianci oraz cywile, w tym kobiety i dzieci. Ciała były odnajdywane w domach i pod meczetem co sugerowało przeprowadzanie masowych egzekucji. Jednak dalsze raporty mówiły o nawet 400 zamordowanych osobach. Sekretarz Generalny ONZ zaapelował o natychmiastowe śledztwo w sprawie zbrodni wojennej w Darajji, która była najbardziej krwawą masakrą podczas wojny domowej.
26 sierpnia 2012 rebelianci zdołali strącić rządowy śmigłowiec w dzielnicy Kabun, kiedy ten bombardował dzielnicę Dżaubar w trakcie walk między bojownikami a lojalistami. Zdarzenie to zostało zarejestrowane w materiale video. Po spacyfikowaniu Darai 27 sierpnia 2012 armia weszła do okręgu Ghuta, kontrolowanego przez bojowników. Jednocześnie toczyły się bombardowania Zamalki i Sakby, gdzie według rebeliantów zabito 60 osób. 29 sierpnia 2012 rebelianci zdołali zdobyć bazę wojskową w okręgu Ghuta, z której rozkradli broń.

### Działania odwetowe II fazy
28 sierpnia 2012 w Damaszku podczas pogrzebu dwóch mężczyzn biorących udział w walkach doszło do wybuchu samochodu-pułapki w wyniku którego zginęło 12 osób, a 48 odniosło rany. Samochód eksplodował przy wejściu na cmentarz w dzielnicy Dżaramana w południowo-wschodnim Damaszku, gdy przechodził kondukt żałobny. Dzielnica ta zamieszkała przez chrześcijan, druzdów i zwolenników rządu. Tego samego dnia nad Damaszkiem zrzucono tysiące ulotek zawierających apel o złożenie broni przez rebeliantów, ostrzegające, że w przeciwnym razie „czeka ich śmierć”.
4 września 2012 w dzielnicy zamieszkanej głównie przez chrześcijan eksplodował samochód-pułapka, w wyniku czego zginęło pięć osób, a 27 zostało rannych. 6 września 2012 wojsko i prorządowe milicje prowadziły ofensywę w osiedlach i miastach pod Damaszkiem, m.in. Az-Zabadani, Bait Sahm, Babila. Ostrzelano także za pomocą śmigłowców bojowych i moździerzy niektóre dzielnice mieszkaniowe stolicy. Zginęło kilkadziesiąt ludzi. 7 września 2012 na przedmieściach Damaszku znaleziono 45 ciał. Wśród ofiar ofensywy wojsk rządowych był kobiety i dzieci.
Tego samego dnia doszło do podwójnego zamachu terrorystycznego. Po piątkowych modłach doszło do wybuchu bomby w pobliżu jednego z meczetów, w wyniku czego poległo pięć osób. Drugi ładunek wybuchowy, umieszczony w samochodzie pułapce, eksplodował w piątek w pobliżu dwóch gmachów ministerialnych – między Ministerstwem Sprawiedliwości a Ministerstwem Informacji. W wyniku tego zniszczonych zostało sześć samochodów. Ponadto operacje wojskowe toczono od Merdż al-Sułtan po obszary leśne w Beit-Naim. Sam dostęp do stolicy był zablokowany.
15 września 2012 w mieście Al-Sbeineh pod Damaszkiem wojsko przeprowadziło operację, w wyniku której zginęło 17 rebeliantów. Walki od 12 września 2012 toczyły się także na stołecznych dzielnicach Al-Hadżar al-Haswad, gdzie znaleziono dziesięć ciał bojowników. Prowadzono tam do 19 września 2012 ostrzał artyleryjski z powodu jawnych ruchów grup rebelianckich. Operacja ta przyczyniła się do wyparcia bojowników.
20 września 2012 w Dumie koło Damaszku rozbił się rządowy helikopter. Rebelianci podali, że zestrzelili maszynę, jednak strona rządowa powiedziała, że helikopter zderzył się z ogonem samolotu pasażerskiego. Wirnik śmigłowca urwał fragment ogona samolotu Syrian Arab Lines, jednak samolot z 200 osobami na pokładzie wylądował bezpiecznie. Nie wiadomo co się stało z załogą helikoptera.
21 września 2012 wojska wierne Asadowi znalazły w Damaszku ciała 25 ofiar masowej egzekucji. Odnalezione ciała miały związane ręce oraz przewiązane oczy. Za mord obwiniono rebeliantów. 25 września 2012 o godz. 9:35 w Damaszku doszło do wybuchu siedmiu ładunków wybuchowych pod szkołą okupowaną przez syryjskie wojsko. Zamach do którego przyznała się Rewolucyjna Rada Damaszku i samozwańcze Brygady Wnuków Proroka, przyniósł dziesiątki ofiar wśród których byli wysokiej rangi oficerowie sił rządowych.
26 września przed świtem milicje w dzielnicy Barzeh dokonały egzekucji na 19 cywilach. Napastnicy wtargnęli do domu i zastrzelili mieszkańców. Wśród ofiar było sześć kobiet i troje dzieci. W odwecie o godz. 7:00 doszło do podwójnej eksplozji w pobliżu Sztabu Generalnego sił zbrojnych w Damaszku. Według rebeliantów zginęło wiele osób, z kolei strona rządowa zaprzeczyła tym informacjom. Na miejsce zdarzenia, które zostało otoczone policyjnym kordonem, skierowano wiele karetek pogotowia. Podczas relacjonowania porannych wydarzeń w Damaszku w ostrzale wyprowadzonym przez rebeliantów zginął irański dziennikarz stacji Press TV Maja Naser.
W międzyczasie w mieście Al-Thiabieh, 17 km od dzielnicy Saida Zanjab doszło do masakry sunnitów. Według opozycjonistów w wyniku operacji armii zginęło tam 107 cywilów. Miasto było atakowane od 23 września i działania zakończono 26 września 2012. Większość zginęło w ostrzale artyleryjskim, a kiedy rebelianci wycofali się pod naporem bombardowania, dokonywano mordów, kiedy żołnierze przeszukiwali domostwa. Kiedy miasto zostało spacyfikowane, armia Asada wycofała się.
1 października 2012 armia pokonała ostatecznie rebeliantów na południowych peryferiach Damaszku i dzielnic Jarmuk, Hadżar al-Aswad i Tadamon, gdzie prowadzono dotąd starcia. W walkach partyzanckich i ofensywie rządowej we wrześniu 2012 w Damaszku i okolicach zginęło 1471 bojowników i cywilów. Mimo spacyfikowania peryferii stolicy, 5 października 2012, partyzanci zdołali strącić rządowy helikopter, co udokumentowano na nagraniu.

## III faza

### Zamachy terrorystyczne i naloty na pozycje bojówek
8 października 2012 w siedzibie wywiadu wojsk lotniczych na przedmieściu Damaszku w mieście Harasta doszło do podwójnego zamachu samobójczego do którego przyznał się Front Obrony Ludności Lewantu. W zamachach terrorystycznych w którym wykorzystano pojazdy wyładowane ładunkami wybuchowymi zginęło kilkadziesiąt osób. W raporcie dżihadystów był to atak na „cytadelę tyranii” jak nazwano siedzibę wywiadu wojsk lotniczych, w której od początku wojny domowej przetrzymywano i torturowano opozycjonistów.
W połowie października 2012 armia próbowała ujarzmić partyzantów w regionie miasta Ghuta oraz Ain Tarma. Z kolei rebelianci przejęli kontrolę nad przedmieściami Duma pod Damaszkiem. 20 października 2012 ciężkie walki między wojskiem a powstańcami toczyły się w stołecznej dzielnicy Juber, a z różnych punktów Damaszku dochodziły w ciągu dnia odgłosy silnych eksplozji. Czołgi szturmowały także miejscowość Zamalka, jednak bez większego powodzenia. Walki toczyły się też w mieście Harasta, gdzie czołgi zlikwidowały blokady drogowe po tym, jak 24 października 2012 rebelianci zdobyli tam punkty wojskowe.
W nocy z 20 na 21 października 2012 siły rządowe ostrzelały kilka peryferyjnych dzielnic stolicy. Rano w chrześcijańskiej dzielnicy Bab Tuma pod komisariatem policji doszło do wybuchu bomby umieszczonej w samochodzie-pułapce. W wyniku zamachu co najmniej 13 osób zginęło, a 15 innych odniosło rany. 24 października 2012 w dzielnicy Daf al-Szok doszło do wybuchu samochodu-pułapki, w wyniku czego zginęło sześć osób zginęło, a 20 zostało rannych. 25 października 2012 artyleria rządowa ostrzelała obóz w Jarmuk, gdzie przebywali uchodźcy ze Wzgórz Golan.
26 października 2012 w dniu wprowadzenia rozejmu w Syrii z okazji święta Id al-Adha w dzielnicy Zahera wybuchł samochód-pułapka. Zginęło pięć osób, a 32 odniosło obrażenia. Ponadto w Haraście trwał ostrzał moździerzowy. Walki odnotowano też w damasceńskich dzielnicach Assali i Sajeda Zainab. Rozejm był powszechnie ignorowany przez obie strony. Opozycjoniści donosili, iż stolica była pod stałym ostrzałem powietrznym, przez co liczba ofiar nie spadała. Przeprowadzano także aresztowania setek osób. 29 października 2012 doszło do eksplozji samochodu-pułapki w dzielnicy Dżaramana. Pojazd eksplodował na drodze obok wejścia do piekarni, gdzie czekali ludzie w kolejce po chleb. Zginęło 10 osób a 41 zostało rannych. Miasto nadal było intensywnie bombardowane przez myśliwce. W ciągu trzech godzin doszło do 34 nalotów.
30 października 2012 walki między rebeliantami i siłami rządowymi wybuchły w obozie dla palestyńskich uchodźców Jarmuk. Wielu Palestyńczyków przyłączyło się do syryjskich bojówek. Obóz Jarmuk to największe skupisko uchodźców palestyńskich w Syrii. Powstał w 1948 po utworzeniu państwa Izrael. Mieszka w nim około 100 tysięcy ludzi. 31 października 2012 w stolicy wybuchła kolejna bomba podłożona przez terrorystów. Co najmniej osiem osób zginęło w wyniku wybuchu bomby w pobliżu szyickiej świątyni w Sajeda Zainab. W dniach 1–2 listopada 2012 nasilono bombardowania damasceńskich miast Harasta i Ghuta. W pobliżu tych miejscowości nadal aktywnie operowali rebelianci.
4 listopada 2012 w pobliżu „Dama Rose” w centrum Damaszku doszło do zamachu terrorystycznego. W wyniku eksplozji siedem osób zostało rannych. W międzyczasie trwał w stolicy pościg wojska za oddziałem rebeliantów. Podczas tej operacji po raz kolejny ostrzelano obóz Jarmuk w wyniku czego zginęło 20 osób. 5 listopada 2012 w dzielnicy Marzeh doszło do wybuchu samochodu-pułapki w wyniku czego zginęło 11 osób, a 31 zostało rannych. Atak został przeprowadzony przez Wolną Armię Syrii i był wymierzony w milicjantów szabiha. 6 listopada 2012 doszło do trzech eksplozji w stołecznej dzielnicy Kudsja, w wyniku czego zginęło 10 osób, a ok. 40 zostało rannych. Zamach wymierzony był w Alawitów. Kilka godzin później doszło do eksplozji samochodu pułapki w sunnickiej dzielnicy Al-Kadam. Rannych i zabitych zostało kilkadziesiąt osób.
7 listopada 2012 Damaszek był pod ciężkim bombardowaniem. Bomby spadały na dzielnice Al-Mazza, Hadżar al-Awswad, Kafr Souseh, a także obóz Jarmuk. Zbombardowanych zostało wiele wiosek podstołecznych. Mimo iż młodzi Palestyńczycy przebywający w obozie Jarmuk opowiadali się za rebeliantami, to Ludowy Front Wyzwolenia Palestyny – Główne Dowództwo walczył przeciwko powstańcom, którzy zabili 10 bojowników z tego odłamu LFWP. 8 listopada 2012 do starć doszło w dzielnicach Nahr Aisha i Midan. Użyto tam pocików moździerzowych, za pomocą których wyparto rebeliantów. Następnie lotnictwo zbombardowało dzielnice Mazzeh oraz miasto kontrolowane przez bojowników – Sakba. Tego samego dnia rebelianci za pomocą pocisków moździerzowych przeprowadzili atak na pałac prezydencki w Damaszku. Jednak, żaden z pocisków nie osiągnął zamierzanego celu, ale kilka z nich spadło na znajdującą się w pobliżu dzielnicę Mezzeh 86, w której mieszkało wielu bliskich współpracowników prezydenta Baszara al-Asada.

### Walki o sunnickie miasta
13 listopada 2012 doszło do zaciętych walk w mieście Ghuta. Zginęło 10 żołnierzy oraz jeden bojownik. Równocześnie trwał ostrzał stołecznych dzielnic Jarmuk i Tadamon.
14 listopada 2012 dodatkowo ostrzelano Al-Hadżar al-Aswad oraz dzielnicę Al-Adwi. Dzień później ostrzelano dzielnicę Al-Bouwajda i zbombardowano Sakbę and Hamouriję. 16 listopada 2012 rebelianci zestrzelili dwa helikoptery w regionie Ghuta oraz Al-Szarkija.
20 listopada 2012 islamiści przejęli koszary i bazę wojskową w Al-Hadżar al-Aswad. Była to najbliższa stolicy baza wojskowa, która dostała się w ręce przeciwników Asada. 21 listopada 2012 syryjscy rebelianci starli się z jednostkami Gwardii Republikańskiej w Darai. Według sił rządowych wyeliminowano kilkudziesięciu rebeliantów, ci znowu ostrzelali myśliwce MiG biorące udział w operacji. 23 listopada 2012 przeprowadzono strzał rakietowy w dzielnicy Sakba. Podczas zaciętych walk w Tadamon od kul wystrzelonych przez rebeliantów zginął syryjski dziennikarz, który według opozycji miał powiązania z szabihą. Kolejny dziennikarz gazety rządowej „Al-Tiszrin” w Tadamon został zabity 4 grudnia 2012.
24 listopada 2012 rebelianci strącili helikopter na stołecznych przedmieściach Mardż al-Sultan. Dzień później zajęli lotnisko wojskowe w Mardż al-Sultan oraz wkroczyli do bazy wojskowej. Zniszczyli tam kilka maszyn i rozdarli amunicję, po czym się wycofali. Podczas ataku zginęło co najmniej 15 rebeliantów i ośmiu żołnierzy syryjskiej armii. Tego typu ataki zmniejszały morale armii rządowej. Bojownicy zajęli też główny obóz Ludowego Frontu Wyzwolenia Palestyny – Dowództwo Generale. W walkach łącznie zginęło około 50 osób. Ponadto lotnictwo dokonało zrzutu bomb kasetowych na wioskę Deir al-Asafir, około 12 km na wschód od Damaszku, w wyniku czego zginęło 10 dzieci, a 15 zostało rannych. 26 listopada 2012 partyzanci zestrzelili dwa samoloty MiG, z kolei dnia następnego strącili rządowy helikopter.
27 listopada 2012 bojownicy zajęli bazę wojsk powietrznych w dzielnicy Saida Zajnab. 28 listopada 2012 ok. godz. 6.40 (5.40 czasu polskiego) we wschodniej dzielnicy stolicy Dżamarana, zamieszkanej przez chrześcijan i druzdów, eksplodowały cztery ładunki, w tym dwa ukryte w samochodach-pułapkach. Zginęły co najmniej 54 osoby, a 120 odniosło rany. 29 listopada 2012 w czasie walk pod lotniskiem, rebelianci zablokowali dostęp do międzynarodowego portu lotniczego. W związku z tym zawieszono loty do Damaszku. 30 listopada 2012 w Dżamaranie ponownie doszło do podwójnej eksplozji w wyniku której zginęły 34 osoby zginęły, a ponad 80 zostało ciężko rannych. 1 grudnia 2012 rebelianci na drodze do lotniska pod Damaszkiem zestrzelili rządowy MiG.
W nocy 2 grudnia 2012 ruszyła ofensywa wojsk rządowych wymierzona w pozycje rebeliantów w prowincji damasceńskiej. Walki wybuchły w mieście Irbin na zachód od stolicy, ostrzelano Az-Zabadani, zbombardowano również wioskę Mliha w Zachodniej Ghucie. W ciągu dnia intensywnie bombardowane były sunnickie obszary wokół Damaszku kontrolowane przez opozycję. Armia weszła do Daraji, by przepędzić stamtąd rebeliantów, którzy odpalili stamtąd rakiety. Operacja była kontynuowana następnego dnia.
W związku z sytuacją w Damaszku i na froncie damasceńskim EgyptAir odwołał 3 grudnia 2012 rejsy do Damaszku. Dojazd do lotniska stał się areną ciężkich walk między bojówkami i wojskiem rządowym. 4 grudnia 2012 w obozie dla uchodźców Al-Wafidin pod Damaszkiem uderzył w szkołę moździerzowy, który spowodował śmierć 28 dzieci i jednego nauczyciela. Odpowiedzialność za tak strona rządowa obarczyła terrorystów, niemniej to wojsko syryjskie prowadziło tam ofensywę przeciwko rebeliantom.
5 grudnia 2012 walki toczyły się na wojskowym lotnisku Akraba, które zlokalizowane jest w pobliżu międzynarodowego portu lotniczego Damaszek. Rebelianci zabezpieczyli to lotnisko oraz zdobyli bazę sił powietrznych 22. Batalionu w Zachodniej Ghucie. 6 grudnia 2012 żołnierze sił rządowych 41. Batalionu zarządzili odwrót po potyczce z rebeliantami w Haraście. Następnie walki wybuchły w mieście Bibla. 7 grudnia 2012 armia dokonała ostrzału moździerzowego Darai. Z kolei rebelianci ogłosili oficjalnie, że międzynarodowe lotnisko w Damaszku zostaje objęte działaniami wojennymi i ostrzegli cywilów oraz linie lotnicze, by się do niego nie zbliżali. 8 grudnia 2012 w dalszym ciągu bombardowano Daraję. Oprócz tego doszło do potyczki między miastami Harasta i Irbin. To drugie miasto było celem ataków powietrznych 9 grudnia 2012. Tymczasem nadal ciężkie walki trwały na drogach dojazdowych do portu lotniczego. Świadkowie donosili o ciałach zabitych żołnierzy leżących w rowach.
13 grudnia 2012 w mieście Katana na południowy zachód Damaszku doszło do wybuchu samochodu-pułapki w wyniku czego śmierć poniosło 16 osób, a 25 zostało rannych. Wśród zabitych było siedmioro dzieci, gdyż samochód eksplodował w sąsiedztwie szkoły. Tego samego dnia na przedmieściach Damaszku nastąpiła kolejna eksplozja samochodu-pułapki. Tym razem zginęło osiem osób. Atak był wymierzony w rezydencje na przedmieściu stolicy, należące do wojskowych i ich rodzin.
16 grudnia 2012 nadal trwał ostrzał artyleryjski Darai. Był to 28. dzień wzmożonej aktywności wojsk pancernych w tym podstołecznym mieście, które było odcięte od świata. Z powodu oblężenie w mieście brakowało podstawowych produktów przed nadchodzącą zimą. Tymczasem w stolicy, na obóz Jarmuk pierwszy raz spadły bomby wystrzelone z syryjskich odrzutowców. Rakiety uderzyły w meczet w wyniku czego zginęło 25 osób. Wydarzenie to spowodowało, iż część bojowników z Ludowego Frontu Wyzwolenia Palestyny – Dowództwa Generalnego przeszło na stronę rebeliantów. Dzięki temu opozycjoniści zajęli obóz, jednak armia szybko go otoczyła, co doprowadziło do ucieczki wielu uchodźców. Lider LFWP-DG Ahmed Dżibril pozostał po sojusznikiem Asada, co spowodowało 18 grudnia 2012 wybuch walk między Palestyńczykami i syryjskimi rebeliantami. 19 grudnia 2012 w walkach w Jarmuk zginął jeden cywil oraz czterech rebeliantów LFWP-DG.
W celu zakończenia walk w obozie Jarmuk do negocjacji przystąpił Mokhtar Lamali reprezentujący mediatora ONZ Lakhdara Brahimiego. Udało mu się osiągnąć porozumienie na mocy którego, wszystkie grupy zbrojne miały opuścić obóz do 21 grudnia 2012. Tego dnia tysiące Palestyńczyków zaczęło wracać do obozu. Jednak mimo zawieszenia broni na terytorium obozu, w godzinach popołudniowych doszło do strzelaniny między syryjskimi rebeliantami, a palestyńskimi bojówkarzami.
22 grudnia 2012 w stołecznej dzielnicy Kabun wybuchł samochód-pułapka w wyniku czego 10 osób poniosło śmierć. Ponadto artyleria wojsk rządowych ostrzeliwała przedmieścia Damaszku. Jedna z rakiet uderzyła w kolejkę ludzi oczekujących na chleb pod piekarnią, co z powodowało śmierć pięciu osób. 23 grudnia 2012 przeprowadzili operację w dzielnicy Tishrin, zdobywając tam wojskowy punkt kontrolny i meczet. Starcia toczyły się także w sunnickich miastach Daraja, Irbin, Akraba, Drousza. Powstańcy zdołali odeprzeć tamtejsze ataki i zniszczyć kilka czołgów i pojazdów opancerzonych. 24 grudnia 2012 nastąpiło intensywne bombardowanie terenu Zachodniej Ghuty, kontrolowanej przez bojowników. Tego dnia pod Damaszkiem zginęło łącznie 60 osób. Większość w bombardowanej Darai. W stołecznej dzielnicy Tadamon rebelianci zabili dowódcę LFWP-DG, Nidala Alyana.
26 grudnia 2012 bombardowane były miasta Daraja, Duma, Harasta, Kafarbatna, Az-Zabadani, Mliha oraz stołeczne dzielnice Kabun, Tadamon, Hadżar Aswad. Zginęło łącznie 31 osób. Rebelianci zestrzelili także jedną maszynę w pobliżu lotniczej bazy wojskowej Mazeh. 27 grudnia 2012 bojownicy przejęli lotniczą bazę wojskową w dzielnicy Dżabaadin. Ponadto po 13 dniach walk, które doprowadziły do śmierci dziesiątki żołnierzy i zniszczenia kilku wojskowych czołgów i pojazdów opancerzonych, rebelianci zajęli strategiczny wojskowy punkt kontrolny w Az-Zabadani. Wznowiony został również ostrzał w obozie Jarmuk. Rebelianci zestrzelili także jeden samolot. 28 grudnia 2012 partyzanci odcięli drogę z Sajeda Zeinab na stołeczne lotnisko. 29 grudnia 2012, 62 osoby zginęły w atakach armii na miasta Chamsija, Nashabija, Duma, Daraja, Mansoura, Thijabija, Hazarma i Harasta.
30 grudnia 2012 bojownicy z ugrupowania Ahrar asz-Szam za pomocą rakiet Grad ostrzelali pałac prezydencki. Atak nie spowodował strat. We Wschodniej Ghucie rebelianci zestrzelili rządowy myśliwiec. Podobny incydent wydarzył się również dzień później. Ciężkie walki trwały w miastach Muadamijja Al-Szam, Kafarbatna, Dżesrin, Duma, Otajba, Dżalda, Daraja i Az-Zabadani. 31 grudnia 2012 w miastach sunnickich zginęło 67 osób. 1 stycznia 2013 lotnictwo rządowe zbombardowało obóz Jarmuk, gdzie zginęło siedem osób Rebelianci szturmowali punkty wojskowe w Sajeda Zainab i w Haraście.
2 stycznia 2013 na froncie damasceńskim poległo 116 osób. Były to największa liczba ofiar pod Damaszkiem od początku wybuchu walk. Intensywne naloty prowadzono w miastach kontrolowanych przez opozycję – Mleiha, Muadamijja al-Szam i Dajr Asafri. W mieście Mleiha bomby termobaryczne spadły na stację benzynową co spowodowało potężną eksplozję i śmierć 30 osób. Z kolei w nalotach na cywilne domy i piekarnie w Muadamijja al-Szam zginęły 32 osoby. Ostrzał artyleryjski prowadzony był także w kilku innych sunnickich miastach wymienianych wcześniej. 3 stycznia 2013, 11 osób poniosło śmierć kiedy samochód wypełniony materiałami wybuchowymi eksplodował na stacji benzynowej w damasceńskiej dzielnicy Barzeh al-Balad. W nalocie na zabudowę mieszkalna w Dumie zginęło 32 cywilów.
4 stycznia 2013 ostrzał rakietowy i moździerzowy trwał w mieście Daraja oraz Muadamijja al-Szam. Siły reżimowe dokonywały tam również egzekucji na pojmanych opozycjonistach. 5 stycznia 2013 z powodu niekorzystnych warunków atmosferycznych pierwszy raz od kilku miesięcy zanotowano znacznie mniejszą liczbę nalotów na pozycję bojowników.
W dniach 7–8 stycznia 2013 siły rządowe prowadziły ostrzał artyleryjski obozu w Jarmuk. W tych dniach do aktów przemocy doszło pod miastem Harsta. Rebelianci szturmowali tam Oddział Ochrony Państwa. 9 stycznia 2012 w Muadamijja al-Szam doszło do wybuchu samochodu-pułapki w wyniku czego śmierć poniosło 12 osób, a ponad 50 zostało rannych. Trzy dni później zestrzelono tam helikopter, z kolei 13 stycznia 2013 w Hasace. 14 stycznia 2013 rebelianci przejęli stację metrologiczną w Zachodniej Ghucie. W nalocie na opanowane przez rebeliantów miasto Muadamijja al-Szam zginęło 20 osób.
16 stycznia 2013 wznowiono bezprecedensowy ostrzał obozu Jarmuk oraz miast Muadamijja al-Szam, Irbin, Daraja, Duma. Zginęło tam łącznie 55 osób. W dniach 16–25 stycznia 2013 najbardziej intensywne bombardowania odnotowywano w Daraji. 20 stycznia 2013 na Daraję spadła rakieta typu Scud. 22 stycznia 2013 w Damaszku doszło do dezercji 450-osobowej jednostki sił militarnych. Była to największa jednorazowa dezercja od początku konfliktu.
W nocy z 29 na 30 stycznia 2013 izraelskie lotnictwo dokonało naloty w Syrii na dwa cele. Na pograniczu syryjsko-libańskim rakiety spadły na konwój transportujący prawdopodobnie rakiety przeciwlotnicze dla bojowników Hezbollahu. Według władz USA na zaatakowanych pojazdach znajdowały się również zaawansowane technicznie rosyjskie rakiety SA-17, zagrażające izraelskiemu lotnictwu. Drugim celem ataku był wojskowy ośrodek badawczy na w Dżamraji północny zachód od Damaszku. Przechowywano tam prawdopodobnie broń chemiczną, a w ataku na obiekt uczestniczyło co najmniej 10 myśliwców.

## IV faza

### Operacja Armagedon w Damaszku
4 lutego 2013 Syryjski Front Islamski przeprowadził zamach na konwój wojsk syryjskich pod Az-Zabadani. Siły rządowe nadal bombardowały miasta okalające Damaszek. Rebelianci tego samego dnia zainicjowali nową ofensywę w Damaszku. Na przedmieściach stolicy doszło do skoordynowanych ataków, które miały miejsce w dzielnicach Kabun, Kadam, Tadamon, Jarmuk. Kolejnego dnia siły reżimowe rozpoczęły bombardowania dzielnic Kabun, Dżaubar. Ciężkie walk nadal trwały w Kadam i Jarmuk. Władze zamknęły Plac Abbasydów i przelotową arterię Fares al-Chury, a rebelianci atakowali uliczne blokady, używając rakietowych granatników przeciwpancernych i moździerzy. 6 lutego 2013 dzielnice Dżaubar, Zamalka, Al-Zablatani i części dzielnicy Kabun, jak też obwodnica drogowa stały się polem bitwy. Operację toczono pod kryptonimem „Wielka Epika” lub „Armagedon”.
13 lutego 2013 w wyniku bombardowania Dżaubaru zginęło 16 osób. 14 lutego 2013 walki były kontynuowane w Dżaubar, Kabun, Jarmuk, Tadamun oraz mieście Zamalka. Zginęło co najmniej 30 osób. Tyle samo osób zginęło dzień później w czasie walk w Daraji i Zamalace. 32 osoby zginęły 16 lutego 2013 w Hadżar Aswad, Dżaubar, Daraja, Hazeh i Adra, gdzie dokonano egzekucji na cywilach. 17 lutego 2013 z obrzeży Damaszku zdezerterowało 700 żołnierzy w tym 50 oficerów. W międzyczasie w walkach zginęło 35 osób.
19 lutego 2013 koło pałacu prezydenta Baszara al-Asada, wybuchły dwa pociski moździerzowe, powodując jedynie straty materialne. Uszkodzony został północny mur pałacu Tiszrin. Dzień później w dzielnicy Baramkeh na stadion Tiszrin, gdzie trening odbywała drużyna Al-Wathba, spadły dwa pociski moździerzowe. Zginął jeden z piłkarzy. 20 lutego 2013 bojownicy zestrzelili rządowy samolot nad dzielnicą Humarijją, który chwilę wcześniej bombardował pociskami termobarycznymi sektory mieszkalne.
21 lutego 2013 w pobliżu siedziby rządzącej w Syrii partii Baas oraz ambasady Rosji doszło do potężnej eksplozji samochodu-pułapki w wyniku której 53 osoby zginęły, a 235 zostało rannych. Zabici to głównie przechodnie, uczniowie i kierowcy samochodów. Wśród ofiar byli także przedstawiciele służb bezpieczeństwa. Reżim obarczył odpowiedzialnością za atak terrorystów. Trzy godziny po zamachu w dzielnicy Mazraa dwa pociski moździerzowe spadły na siedzibę sztabu generalnego wojska w samym centrum Damaszku. Był to najbardziej krwawy zamach terrorystyczny od początku wojny domowej.
Nasilenie walk pod stolicą nastąpiło 26 lutego 2013, kiedy to zginęło 51 osób. Najsilniejszy ostrzał rakietowy prowadzono w stołecznej dzielnicy Dżaubar. Na przedmieściach Chan Szek ostrzelano największą na Bliskim Wschodzie fabrykę Nestlé. Dzień później w bombardowaniach w Dżaubarze oraz miastach Az-Zabadani, Irbin, Duma i Zachodnia Ghuta zginęło 59 osób. W tym ostatnim regionie zestrzelono także rządowy myśliwiec.
35 osób zginęło 2 marca 2013 podczas bombardowania Dżaubaru. Dzień później liczba zabitych po bombardowaniach w Damaszku (dzielnice Dżaubar i Hadżar Aswad) i miast prowincjonalnych (Duma, Adra, Ghazal i Hedżejra) wyniosła 44. Rebelianci z kolei atakowali siły rządowe na Placu Umajjadów i Abbasydów w dniach 3–8 marca 2013. 5 marca 2013 rebelianci ostrzelali wieżę „8 Marca”, z kolei dzień później wysadzili w powietrze punkt wojskowy znajdujący się pod wieżą. 8 marca 2013 rebelianci zaatakowali stadion Abbasydów nieopodal placu o tej samej nazwie.
10 marca 2013 partyzanci zajęli Zubajr na przedmieściach Sajed Zajnab. Ciężkie walki toczono również na drodze łączącej Plac Abbasydów z dzielnicą Dżaubar, w której w wyniku bombardowań zginęło 19 osób. 13 marca 2013 w walkach na terenie od Placu Abbasydów po wieżę „8 Marca” zginęło 30 żołnierzy. Dzień później rebelianci zasadzili dwie zasadzki na wroga. W pierwszej z nich w Bajt Sahem zginął Irańczyk i czterech syryjskich żołnierzy, z kolei w Ruken Addin zabito sześć osób w tym troje wojskowych Gwardii Republikańskiej. 15 marca 2013 w drugą rocznicę wybuchu konfliktu, rebelianci uprowadzili na przedmieściach stolicy ponad 50 żołnierzy.
20 marca 2013 prezydent Baszar al-Asad od czasu styczniowego przemówienia nt. sytuacji w kraju, pokazał się publicznie w Damaszku. Al-Asad wziął udział w spotkaniu zorganizowanym dla rodzin studentów w centrum edukacyjnym. Dzień później w zamachu samobójczym na meczet w dzielny Maazra zginęło 49 osób, a 80 zostało rannych. Zamach potępił prezydent kraju i obiecał, że „oczyści państwo od terrorystów”. 22 i 23 marca 2013 ogłoszono dniami żałoby.
24 marca 2013 rebelianci poinformowali, ze podczas oblężenia bazy Adra ostrzelali ją rakietami z domieszką fosforu. Zginęły dwie osoby, 23 zostały ranne. Mógł być to trzeci przykład użycia bomby chemicznej podczas wojny domowej. 25 marca 2013 rozpoczęli skoordynowany atak na centrum stolicy. Pod ostrzałem znalazł się Plac Umajjadów, siedziba Partii Baas i telewizji państwowej oraz wywiadowcza baza sił powietrznych. Szturm rozpoczął się kiedy bojownicy przeniknęli do centrum z dzielnicy Kafr Souseh. Armia równolegle używała artylerii na Wzgórzach Kasion. W kolejnych dniach centrum miasta było silnie ostrzeliwane przez opozycjonistów. 26 marca 2013 doszło również do wybuchu samochodu-pułapki.
28 marca 2013 doszło do ostrzału moździerzowego stołówki studenckiej uniwersytetu damasceńskiego. Zginęło 15 studentów, a 20 zostało ciężko rannych. Władze za atak obarczyły rebeliantów, którzy ostrzeliwali pozycje wojska narodowego. Tego samego dnia Wolna Armia Syrii zestrzeliła samolot transportujący broń z Iranu.

### Kontrofensywa sił rządowych w prowincji damasceńskiej
6 kwietnia 2013 siły reżimowe w ostrzale dzielnicy Dżaubar rzekomo użyły broni chemicznej. Ponadto dzielnicę Baraza i Jarmuk ostrzelano za pomocą pocisków dalekiego zasięgu Toshka. 7 kwietnia 2013 siły rządowe rozpoczęły oblężenie terenów kontrolowanych przez rebeliantów we Wschodniej Ghucie. W wyniku tego rebelianci nasilili w kolejnych dniach ataki na Damaszek i blokujących ich żołnierzy, którzy odpowiadali ostrzałem moździerzowym. 15 kwietnia 2013 w nalotach i atakach rakietowych w dzielnicach Kabun i Barzeh zginęło 20 osób. Ponadto walki toczyły się w Dumie, Adrze i Haraście.
21 kwietnia 2013 po sześciodniowej bitwie siły rządowe zdobyły kontrolę nad miastem Dżudajdat al-Fadl na południe od Damaszku. Podczas walk udokumentowano śmierć 101 osób, jednak według organizacji SOHR w szturmie zginęło co najmniej 250 osób. Z kolei Lokalne Komitety Koordynacyjne podały, że siły Asada w mieście Dżudajdat al-Fadl oraz Dżudajdat Artouz, zamieszkałym głównie przez chrześcijan i druidów, pozbawiły życia 482 osób, ok. 250 cywilów i 200 rebeliantów. W szturmie na miasto udział wzięła Gwardia Republikańska oraz 555. Brygada Powietrzna i 153. Brygada Artyleryjska liczące 3 tys. żołnierzy.
Kolejny sukces siły rządowe odnotowały 25 kwietnia 2013, kiedy przejęły kontrolę po 37-dniowych walkach nad miastem Al-Utajba. Był to poważny cios dla opozycjonistów, gdyż miasto to było bramą do regionów Wschodniej Ghuty, obszarów z których transportowano broń dla walczących partyzantów w stolicy. Dwa dni później bojownicy podjęli kontratak na Al-Utajba wykorzystując piechotę i pojazdy opancerzone. Jednak uderzenia z powietrza uniemożliwiły im przedostanie się do miasta a walki skoncentrowały się na jego obrzeżach oraz w obozie Saiqa.
26 kwietnia 2013 siły rządowe nadciągały nad stołeczne dzielnice Dżaubar oraz Barzeh, gdzie rebelianckie bataliony postawiły silny opór. Armia zbombardowała również dzielnicę Kabun oraz rozpoczęła oblężenie miasta Muadamijja asz-Szam. Z kolei Daraja była areną codziennych nalotów, notorycznym brakiem żywności i powszechnym kryzysem humanitarnym.
29 kwietnia 2013 walki wybuchły w pobliżu międzynarodowego portu lotniczego. Według sił bezpieczeństwa, walki toczyły się na autostradzie prowadzącej na lotnisko. W związku ze starciami droga została zamknięta. W tym samym czasie w dzielnicy Mazeh premier Syrii Wael al-Halki przeżył atak bombowy, którego celem był konwój samochodowy szefa rządu. Zginął jego ochroniarz, jednak polityk nie odniósł obrażeń. Dzień później w stolicy ataku na placu Mardżeh doszło do kolejnej eksplozji samochodu-pułapki. Tym razem zginęło 13 cywilów, a 70 zostało rannych.
2 maja 2013 siły rządowe przejęły kontrolę nad miastem Kajsa, ustanawiając tym samym blokadę Wschodniej Ghuty. 3 maja 2013 rebelianci wystrzelili dwie rakiety, które uderzyły w zbiorniki paliwa na lotnisku pod Damaszkiem wywołując ogromny pożar. O świcie 4 maja 2013 wybuchły starcia w obozie dla uchodźców Jarmuk i trwały do 6 maja 2013. Dzień wcześniej walki rozprzestrzeniły się na dzielnicę Dżaubar. Ponadto siły rządowe zdobyły kontrolę nad miastami Al-Abbada i Ghraika we Wschodniej Ghucie.
Nad ranem 3 maja 2013 Siły Powietrzne Izraela zaatakowały znajdujące się w Syrii składy z irańską bronią prawdopodobnie przeznaczoną dla bojowników libańskiego Hezbollahu. Operacja została powtórzona w nocy z 4 na 5 maja 2013. Dokonano wówczas trzech bombardowań m.in. na ośrodek badawczy Dżamraja i pobliskich składów amunicji, które były już obiektem izraelskich ataków pod koniec stycznia 2013. Pociski uderzyły również w jednostkę syryjskiej obrony przeciwlotniczej w miejscowości Sabura, w pobliżu autostrady Damaszek-Bejrut, na zachód od stolicy Syrii oraz w koszary Gwardii Republikańskiej i innej elitarnej jednostki na przedmieściach Damaszku. Według Syryjskiego Obserwatorium Praw Człowieka wskutek nalotów zginęło 42 syryjskich żołnierzy, a los ponad 100 był nieznany. Naloty zostały udokumentowane przez syryjskich rebeliantów, którzy dokonywali nagrań video izraelskich nalotów.
8 maja 2013 w czasie bombardowań artyleryjskich, ranny został lider Frontu Obrony – Abu Mohammad al-Golani. 9 maja 2013 siły rządowe zajęły miasta Dżabra, z kolei rebelianci ostrzelali Dżaramanę, gdzie mieścił się wojskowy obiekt badawczy.

Pod koniec maja 2013 w walkach we Wschodniej Ghucie po stronie rządowej zaangażował się libański Hezbollah. W tym czasie zajął dziewięć miejscowości. 28 maja 2013 siły rządowe podjęły atak na pozycje partyzantów w dzielnicy Barzeh. Tym samym zepchnęli ich do dzielnicy Kabun, gdzie byli izolowani. Armia zajęła także miasto Adra. 30 maja 2013 rebelianci otoczeni we Wschodniej Ghucie poprosili o posiłki dowództwo Wolnej Armii Syrii, obawiając się masakry ze strony wojska i Hezbollahu. W wyniku kontrofensywy reżimu, wojsko narodowe wraz z lojalnymi milicjami kontrolowało 80% terenów wokół Damaszku.
2 czerwca 2013 podczas intensywnych starć w Dżaubar, miała miejsce eksplozja samochodu-pułapki pod posterunkiem policyjnym, która pozbawiła życia ośmiu policjantów. Partyzanci z tej dzielnicy zostali wyparci 4 czerwca 2013. W międzyczasie setki bojowników Hezbollahu, usiłowało przedostać się do miejscowości Mahmadija. Z kolei siły rządowe wzmocniły swój kontyngent w Darajji.
Nieopodal miejscowości Mardż al-Sultan we Wschodniej Ghucie 11 czerwca 2013 siły rządowe zastawiły zasadzkę na rebeliantów, zabijając 27 z nich. Tego samego dnia dwie bomby eksplodowały w centrum stolicy Syrii, na placu Mardżeh, zabijając co najmniej 14 osób i raniąc 31. 13 czerwca 2013 rebelianci ostrzelali międzynarodowy port w Damaszku pociskami moździerzowymi. 15 czerwca 2013 siły rządowe przejęły dzielnicę Ahmadija w pobliżu lotniska międzynarodowego.
16 czerwca 2013 w dzielnicy Mazze gdzie mieszczą się ambasady oraz lotnisko wojskowe doszło do eksplozji bomby umieszczonej w samochodzie-pułapce, w wyniku czego zginęło 20 żołnierzy syryjskich. 18 czerwca 2013 armia podjęła szturm na dzielnicę Kabun, gdzie okopali się rebelianci. Na dzień 22 czerwca 2013, rebelianci nadal utrzymywali się na swoich pozycjach. W dniach 19–20 czerwca 2013 powstańcy starli się z wojskiem i Hezbollahem w Sajda Zejnab. Siły sprzymierzone próbowały odciąć drogi zaopatrzeniowe rebeliantom. 25 czerwca 2013 był ósmym dniem walki o Kabun. Jednocześnie armia usiłowała wyprzeć oddziały partyzantów z dzielnic Barzeh, Dżaubar, Jamruk i miasta Al-Hadżar al-Aswad. Barzeh została częściowa zajęta 27 czerwca 2013. 2 lipca 2013 reżim zbombardował przedmieścia Kfar Batna, gdzie śmierć poniosło 11 osób.
6 lipca 2013 siły rządowe zajęły tereny przemysłowe dzielnicy Kabun. Obszar walk został otoczony przez czołgi T-72, a dzielnica była intensywnie w kolejnych dniach bombardowana z powietrza. 13 lipca 2013 armia zabezpieczyła strategiczny meczet Al-A’mri. Żołnierze pojmali 200 ukrywających się tam osób. Dzień później źródła rządowe poinformowały, że po równolegle toczących się walkach w dzielnicy Dżaubar, kontrolują 60% jej powierzchni, oprowadzając po jej powierzchni dziennikarzy, którzy ujrzeli ogromne zniszczenia. 15 lipca 2013 armia przeniosła się do Kabun, by przełamać tamtejszą linię obrony powstańców.
21 lipca 2013 siły rządowe zorganizowały zasadzkę na rebeliantów w mieście Adra. Zginęło w niej 49 partyzantów transportujących broń do stolicy oraz dowódca operacji z Gwardii Republikańskiej. 26 lipca 2013 siły rządowe odbiły palestyński obóz z Jarmuk. W walce udział brały bojówki LFWP-DG. Dzień później partyzanci ogłosili sukces na autostradzie prowadzącej z Dżaubar do Kabun, zakładając blokady i odcinając tym samym szlak transportowy dla wojsk pancernych.
6 sierpnia 2013 doszło do buntu i masowych dezercji Druzów z syryjskiego wojska w okręgu Dżarmana pod Damaszkiem. Przyczyną było aresztowania komendanta głównego milicji komitetów ludowych Druzów wchodzących w skład armii, a także wstrzymane pensje. Tego samego dnia doszło do wybuchu samochodu-pułapki na przedmieściach stolicy, w wyniku czego śmierć poniosło 18 osób, a 56 zostało rannych. Armia wystrzeliła także dwa pociski balistyczne Scud, które spadły niedaleko obozu Jarmuk. Dzień później miała miejsce powtórna zasadzka w Adrze w której śmierć poniosło 62 rebeliantów.
15 sierpnia 2013 wieczorem miał miejsce atak moździerzowy w miejscowości Mleha. W wyniku akcji sił rządowych zginęło 14 cywilów. Z kolei rano 16 sierpnia 2013 lotnictwo Asada przeprowadziło ataki na opanowane przez rebeliantów miejscowości Muadamijja asz-Szam, Jabrud i Rankus.

## V faza

### Atak gazowy w Ghucie i walki wokół Damaszku
21 sierpnia 2013 miał miejsce bezprecedensowy atak rakietowy z domniemanym wykorzystaniem broni chemicznej w kilku miastach na wschód od Damaszku w okręgu Ghuta. Atak spowodował setki ofiar, a ranni mieli wyraźne symptomy zatrucia sarinem – rozszerzone źrenice, zimne kończy, piana na ustach, kłopoty z oddychaniem i postępujący paraliż ciała. Według źródeł opozycyjnych w atakach gazowych zginęło od według różnych szacunków 355 do 1821 osób, co czyniło to najbardziej krwawym atakiem podczas wojny domowej.
26 sierpnia 2013 cztery pociski moździerzowe spadło na Stare Miasto w Damaszku, wpisaną na listę światowego dziedzictwa UNESCO. Uszkodzeniu uległ kościół ormiański, rannych zostało kilka osób.

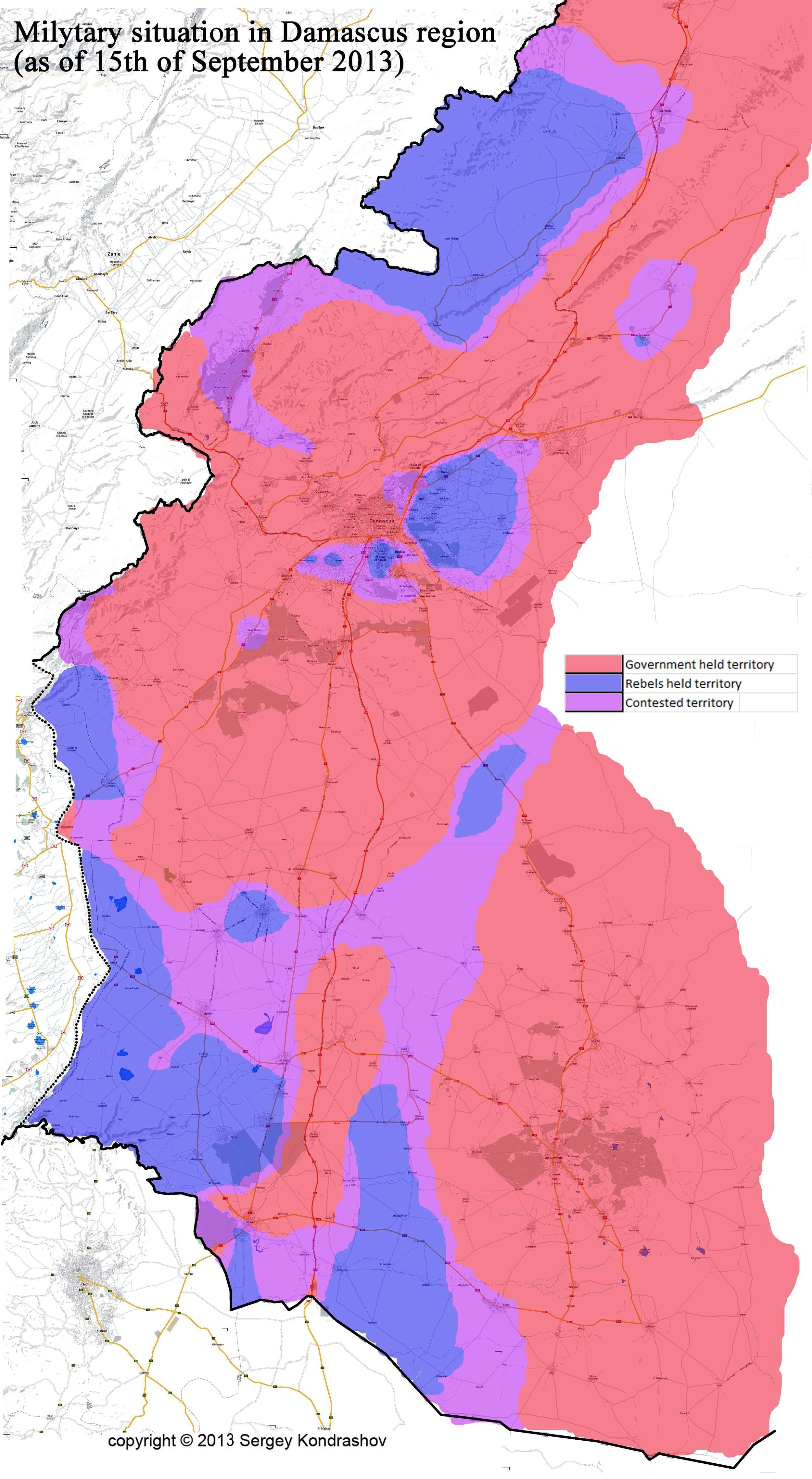
Sytuacja na froncie damasceńskim we wrześniu 2013

1 września 2013 w Rahibie doszło do potyczki, zainicjowanej po ataku sił rządowych na pozycje rebeliantów. Żołnierze wyeliminowali 46 bojowników. Dzień później siły rządowe dokonały zasadzki na rebeliantów w Adrze, zabijając 29 islamistów spoza Syrii. 2 września 2013 rebelianci z Wolnej Armii Syrii szturmowali Wzgórza Kalamun zajęte przez siły rządowe, z kolei cztery dni później podjęli próbę odbicia pozycji pod Muadamija asz-Szam.
Tymczasem 6 września 2013 siły rządowe rozpoczęły atak na bazę wojskową Mezze, z kolei 10 września 2013 siły lądowe przy silnym wsparciu lotnictwa zaatakowały trzy stołeczne przedmieścia w tym dzielnicę Barzeh.
19 września 2013 w wyniku eksplozji samochodu-pułapki pod budynkiem administracji rządowej w Zamalce zginęło 20 osób. Tego samego dnia armia rządowa wyparła partyzantów z miejscowością Szabaa pod Damaszkiem.
9 października 2013 Hezbollah i szyiccy ochotnicy z Iraku zdobyli miasto Szajch Umar, kontrolowane dotąd przez sunnickich rebeliantów. 11 października 2013 siły pancerne armii syryjskiej i libański Hezbollah przejęły kontrolę po ciężkiej bitwie nad damasceńskimi dzielnicami – Tabija i Husejnija. Walki z koalicją szyitów pozbawiły życia 130 rebeliantów Wolnej Armii Syrii.
13 października 2013 w godzinach od 11. do 24. na kontrolowanych przez siebie terenach, rebelianci ogłosili jednostronny rozejm, podczas którego ewakuowano setki cywilów. Syryjscy duchowni wydali 16 października 2013 z okazji święta Id al-Adha, fatwę zezwalającą głodującym mieszkańcom Ghuty na spożywanie mięsa kotów, psów i osłów, co normalnie jest zakazane przez islam.
19 października 2013 w dzielnicy Dżaramana doszło do zamachu samobójczego z wykorzystaniem samochodu-pułapki w wyniku czego zginęło 16 syryjskich żołnierzy. Celem ataku była wojskowa placówka. Następnie doszło do walk o zdemolowany obiekt, w wyniku czego zginęło 15 islamistów.
24 października 2013 syryjska armia odbiła z rąk Frontu Obrony i Liwia al-Islam miasto Hatetat al-Turkman, leżące na drodze do międzynarodowego portu lotniczego. Zmuszeni do odwrotu rebelianci wysadzili w powietrze gazociąg, pozbawiając prądu stolicę. Kilka później w zasadzce w Al-Otaibie żołnierze zabili 40 islamistów. 26 października 2013 w mieście Suk Wadi Barada doszło do eksplozji samochodu-pułapki w pobliżu meczetu, w wyniku czego zginęło 45 osób, a ponad 100 zostało rannych.

Sytuacja na froncie damasceńskim podczas kontrofensywy armii syryjskiej w listopadzie 2013

29 października 2013 podczas kilkugodzinnego zawieszenia broni w Muadamijja al-Szam, oblężone przez armie tereny opuściło 2 tys. cywilów. Panował tam kryzys humanitarny. Brakowało żywności, szerzyły się choroby. Na południowych obrzeżach Damaszku pod oblężeniem w dalszym ciągu były także takie miasta jak Darajja, Hadżar Al-Aswad, As-Sbeneh, Hadżeira, Dżalda, Babilla, Jadla, Dajr al-Asafir.
1 listopada 2013 Hezbollah podjął atak na As-Sbeneh. Kolejnego dnia miasto zostało ostrzelane przez syryjską artylerię, podobnie jak dzielnica Barzeh. As-Sbeneh został zdobyty 7 listopada 2013, natomiast trzy dni później Hezbollah razem z iracką Brygadą al-Abbas i Armia Obrony Narodowej (NDF), zaatakowały leżące na wschód od As-Sbeneh miasto Hadżeira. Tymczasem regularna armia szturmowała Hadżar al-Aswad, leżący na południe od obozu Jarmuk. Hadżar al-Aswad został odbity z rąk rebeliantów 13 listopada 2013, z kolei dwa dni później padły sąsiednie Babilla i Dżalda. W międzyczasie, 11 listopada 2013 wcześniej wojsko rozpoczęło kolejne natarcie na Barzeh, gdzie zniszczono powstańczy tunel przemytniczy. 17 listopada 2013, 68 syryjskich żołnierzy zginęło w zamachu bombowym w bazie wojskowej w mieście Harasta, w której przebiegał północno-wschodni front. Miasto w 70% było pod kontrolą sił rządowych.

### Próba przełamania blokady Wschodniej Ghuty
22 listopada 2013 radykalni rebelianci podjęli kontrofensywę mająca na celu przełamanie blokady Wschodniej Ghuty, ustanowioną przez armię rządową na przełomie kwietnia i maja 2013. W tym celu podjęto szturm na kluczowe miasto Al-Utajba. W ciągu czterech dni bitwy, która rozprzestrzeniła się trójkącie Mardż al-Sultan – Adra – Al-Utajba, zginęło 214 osób – 135 rebeliantów (w tym siedmiu dowódców batalionów, 70 radykalnych islamistów) 79 szyickich milicjantów prorządowych (w tym bojówkarzy irackich i siedmiu członków Hezbollahu). Czwartego dnia walk radykałowie ścięli pięciu szyickich bojowników, irackiej Brygady Abu al-Fadela al-Abbasa. Efektem bitwy było przejęcie przez syryjskich rebeliantów i sunnickich islamistów czterech wiosek, lecz Al-Utajba została obroniona, a blokady nie przełamano.
26 listopada 2013 w damasceńskiej południowo-zachodniej dzielnicy As-Sumarija doszło do wybuchu samochodu-pułapki w wyniku czego zginęło 15 cywilów. W kolejnych dniach walki traciły na impecie i skoncentrowały się pod Mardż al-Sultan. W dniach 26–29 listopada 2013 zginęło 75 rebeliantów i 59 żołnierzy. Do 2 grudnia 2013 w bitwie życie straciło 17 bojowników Hezbollahu.
W nocy z 11 na 12 grudnia 2013 radykalni islamiści przeniknęli do przemysłowej dzielnicy miasta Adra, gdzie atakowali budynki mieszkalne zabijając pracowników tamtejszych fabryk i ich rodziny. Ataki miały podłoże religijne, gdyż wśród zabitych byli alawici, druzowie, chrześcijanie, jak i szyici. Wśród 32 ofiar było dwoje dzieci i cztery kobiety. Większość stanowili Alawici, którzy zostali rozstrzelani, a część ścięci. Za atakiem stał Dżabhat an-Nursa oraz ugrupowanie należące do Frontu Islamskiego, takie jak Dżajsz al-Islam. Po masakrze w mieście wybuchły walki w których zginęło 18 milicjantów prorządowych oraz jeden napastnik. 13 grudnia 2013 armia syryjska rozpoczęła akcję eliminowania islamistów z miasta, zakończoną 16 grudnia 2014. W kolejnych dniach miasto było otoczone przez islamistów, którzy stosowali represje wobec cywilów. W wyniku tego z miasto uciekło do końca 2013, 6 tys. ludzi
Według niepotwierdzonego oświadczenia przesłanego przez syryjskich rebeliantów z 16 grudnia 2013 w wyniku ofensywy we Wschodniej Ghucie, zginęło 800 żołnierzy i milicjantów lojalnych Asadowi. Według powstańców przechwycono 44 pojazdy opancerzone i wyzwolono kilka wiosek. Z kolei według wojskowego oświadczenia z 20 grudnia 2013 w walkach zginęło 1000 opozycyjnych bojowników. Oba stanowiska nie zostały potwierdzone przez niezależne źródła.

### Ataki na poddamasceńskie pozycje rebeliantów
Na początku styczniu 2014 siły powietrzne dokonywały nalotów na stanowiska rebeliantów w okolicach miast Darrajja, Dżalda, Babilla, de facto kontrolowanych przez armię rządową oraz w okolicach Az-Zabadani. Z kolei w połowie stycznia 2014 ciężko bombardowany był obóz dla uchodźców Jarmuk. W nalotach z 14 stycznia 2014 zginęło 47 cywilów. Obóz został oblężony co wpłynęło na katastrofalną sytuację humanitarną, czego skutkiem były zgony z niedożywienia czy braku medykamentów. Od lipca 2013 z głodu umarło tam 100 osób. Zagrożonych było 18 tys. ludzi przebywających w obozie. 27 lutego 2014 przedstawiciele ONZ zaapelowali o udzielenie swobodnego dostępu pracownikom humanitarnym. 10 marca 2014 Amnesty International wydała raport oskarżający siły syryjskiego reżimu o dopuszczenie się zbrodni wojennych i zbrodni przeciwko ludzkości poprzez „stosowanie głodzenia cywilów jako narzędzia walki” atakując palestyńskich i syryjskich cywilów w obleganym obozie dla uchodźców Jarmouk.
11 lutego 2014, 32 syryjskich żołnierzy zginęło w zamachu samobójczym w wojskowym punkcie kontrolnym Ta’ma na obrzeżach dzielnicy Dżaubar.
17 lutego 2014 siły rebeliancie i rządowe uzgodniły zawarcie zawieszenie broni w zapalnych punktach pod Damaszkiem, takich jak Babilla, Kudsaja, Muadamijja sz-Szam, Barzeh, Bajt Sahim, Dżalda oraz w obozie dla uchodźców palestyńskich Jarmuk.
W nocy 26 lutego 2014 siły rządowe i szyicki Hezbollah zastawiły pułapkę w okolicach Al-Utajby na radykalnych islamistów, mordując według agencyjnych doniesień 192 z nich. Wśród zabitych byli Saudyjczycy, Katarczycy i Czeczeni z Dżabhat an-Nursa oraz Dżajsz al-Islam. Był to zorganizowany atak na konwój islamistów poruszający się pod osłoną nocy z Gór Kalamun do Jordanii. Skuteczność akcji wynikała z przechwyconych rozmów między dowódcami rebeliantów. 16 marca 2014 po trzydniowej bitwie, syryjskie siły rządowe wraz z libańskimi bojownikami Hezbollahu, zajęli miasto Jabrud w Górach Kalamun, czego skutkiem było zamknięcie szlaku zaopatrzeniowego z Libanu do Wschodniej Ghuty, co negatywnie wpłynęło na ich pozycje i morale bojowe oraz sytuację humanitarną na rolniczych terenach poddamasceńskich.

### Oblężenia Al-Mlihy
18 marca 2014 armia syryjska, wspierana przez jednostki NDF i libański Hezbollah rozpoczęły szturm na miasto Al-Mliha, leżące u zachodnich bram Wschodniej Ghuty, ogłaszając początek „operacji na pełną skalę”. 7 kwietnia 2014 w zasadzce pod Adrą, w której zginęło 20 islamistów. W kwietniu 2014 armia prowadziła działania zmierzających do wyparcia rebeliantów z Dżabaur oraz Milha. 21 kwietnia 2014 doszło do ataku moździerzowego na siedzibę parlamentu, w wyniku którego śmierć poniosło pięć osób. Źródła powiązane z rządowymi, poinformowały 22 kwietnia 2014, iż armia odzyskała kontrolę nad miastem Al-Mliha, jednak w kolejnych dniach nadal toczyły się tam bombardowania. Większość bojowników przeniosła się do sąsiedniego miasta Dżarmana.
W wyniku ataku moździerzowego z 29 kwietnia 2014 na szkołę w Damaszku w wykonaniu islamistów, śmierć poniosło 14 osób, a 80 zostało rannych. Jednocześnie walki toczyły się w dzielnicy Dżabaur. 30 kwietnia 2014 rebelianci zaatakowali lotnisko w Ad-Dumajr na wschód od Adry. 16 maja 2014 siły prorządowe zdobyły region Kafar Batna, leżący na północ od Al-Mlihy.
3 maja 2014 rebelianci ogłosili początek kontrnatarcia na Al-Mlihę. Kolejnego dnia dowództwo wojska informowało o kontrolowaniu ponad połowy miasta Al-Mliha. Zaznaczono, iż kluczową rolę w bitwie o miasto odgrywał Hezbollah. 18 maja 2014 w ataku na bazę powietrzną w Al-Mliha zginął szef obrony powietrznej gen. Husajn Iszak. W efekcie walk rebelianci niemal całkowicie wyparli z miasta siły rządowe, jednak pozostawali pod oblężeniem. Dwa dni później rebelianci zestrzelili helikopter, który bombardował pozycje bojowników za pomocą bomb beczkowych. W kolejnych dniach ofensywa rebeliantów wyhamowała, a walki ograniczyły się do miejscowych potyczek.
Kumulacja walk nastąpiła w dniach 16–18 czerwca 2014, kiedy to partyzanci zabili dowódcę NDF, odpowiedzialnego za front południowy. W odwecie siły lotnicze dokonały serię ciężkich bombardowań, które nie zmieniły sytuacji na froncie. Również kolejna natarcie z 24 czerwca 2014 wykorzystaniem ciężkiego sprzętu, nie złamało linii obrony Dżabhat an-Nusra i Frontu Islamskiego, jednak w kolejnych dniach armia zacieśniała oblężenia Al-Mlihy.

Front damasceński pod upadku Al-Mlihy (16 września 2015)

W dniach 27–30 czerwca 2014 wybuchły starcia między bojówkami Państwa Islamskiego a siłami ugrupowania Dżajsz al-Islam w mieście Mida oraz Hammurijja, leżącej we Wschodniej Ghucie pod Damaszkiem, na północ od Al-Mlihy, gdzie syryjscy rebelianci bez udziału Państwa Islamskiego (IS; dawniej ISIS) zmagali się z siłami rządowymi. W trackie walk o Midę ekstremiści IS pojmali wówczas 25 bojowników wrogiego ugrupowania i zlikwidowali nieznaną część z nich. Zahran Allusz, dowódca Dżajsz al-Islam, wezwał swoich zwolenników do przeciwstawienia się IS. W wyniku zaciętych walk siły Państwa Islamskiego wycofały się z Midy, tracąc 15 ludzi. Poległo też 14 sunnickich rebeliantów. Z kolei 9 lipca 2014 Państwo Islamskie dokonało w Ghucie udanego zamachu bombowego na lokalnego dowódcę Dżajsz al-Islam, Abu Muhammada Haruna, który zginął na miejscu. 18 lipca 2014 doszło również do walk Dżabhat an-Nusra z IS w Jaldzie. Po przegranych walkach przez IS, zmuszono również ekstremistów do wycofania się z damasceńskiej dzielnicy Tadamun.
W dniach 11–14 sierpnia 2014 odbyło się ostateczne natarcie sił syryjskich na oblężoną Al-Mlihę. W walkach i nalotach zginęło 100–150 islamskich rebeliantów, a pozostałe 500 obrońców miasta z ugrupowań Adżnad asz-Szam, Dżabhat an-Nusra i Dzajsz al-Islam wycofało się do Wschodniej Ghuty. Powolne tempo ofensywy sił rządowych w mieście Al-Mliha i kilkomiesięczne walki spowodowane były taktyką rebeliantów, którzy korzystali z sieci tuneli podziemnych wybudowanych w mieście. Była to najbardziej złożona sieć tuneli, którą zbudowali pod oblężeniem rebelianci podczas syryjskiej wojny domowej. Po zdobyciu Al-Mlihy, armia miała otwarta drogę do zlikwidowania islamistów we Wschodniej Ghucie.